# Astenosfär

Astenosfär (5) utgör tillsammans med litosfär (4) övre delen av manteln (2).

Astenosfären är det skikt i jordens innandöme som ligger närmast under litosfären. Studier av hastigheten hos seismiska S-vågor tyder på att astenosfären är mjuk i jämförelse med litosfären och under astenosfären liggande skikt, vilket troligen beror på att astenosfären i viss mån är uppsmält. Detta stödjer teorier om att basaltisk magma till stor del kommer från astenosfären. Astenosfärens utbredning anses vara från ungefär 100 km till 200 km djup i jordens mantel, men kan vara så stor som ner till 400 km djup. Skillnader i djup förekommer dock, exempelvis vid mittoceaniska ryggar där astenosfären kan börja bara några få kilometer under havsbotten.
Ordet astenosfär kommer från grekiskans asthenes och betyder ungefär 'utan styrka'.